# Ponsard-Ansaloni
Ponsard-Ansaloni war ein französischer Hersteller von Automobilen.

## Unternehmensgeschichte
Das Unternehmen begann 1898 mit der Produktion von Automobilen. Der Markenname lautete Ponsard-Ansaloni. Es bestand eine Verbindung zu H. Brulé et Cie. 1901 endete die Produktion.

## Fahrzeuge
Bei den Fahrzeugen handelte es sich um Kutschen mit Antrieb durch einen Motor. Ein Benzin-Zweizylindermotor mit zusätzlichem dritten Heißluftzylinder von Roser-Mazurier trieb die Fahrzeuge an. Der Motor hatte eine Leistung von 4,5 PS.

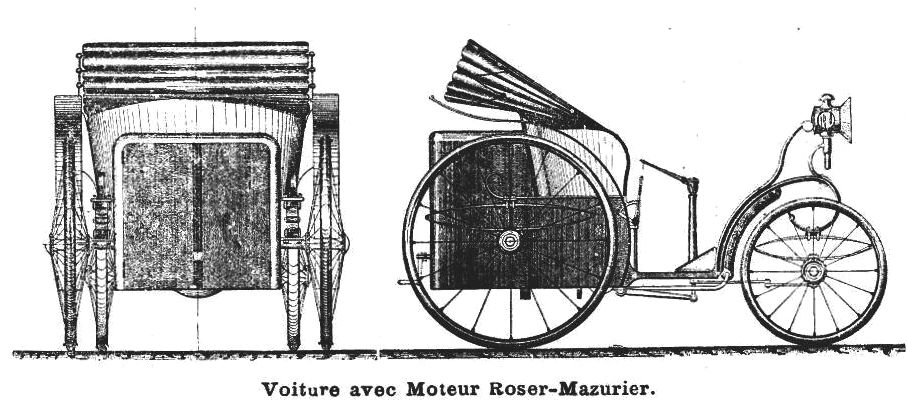
Wagen mit Roser-Mazurier-Motor (1897)
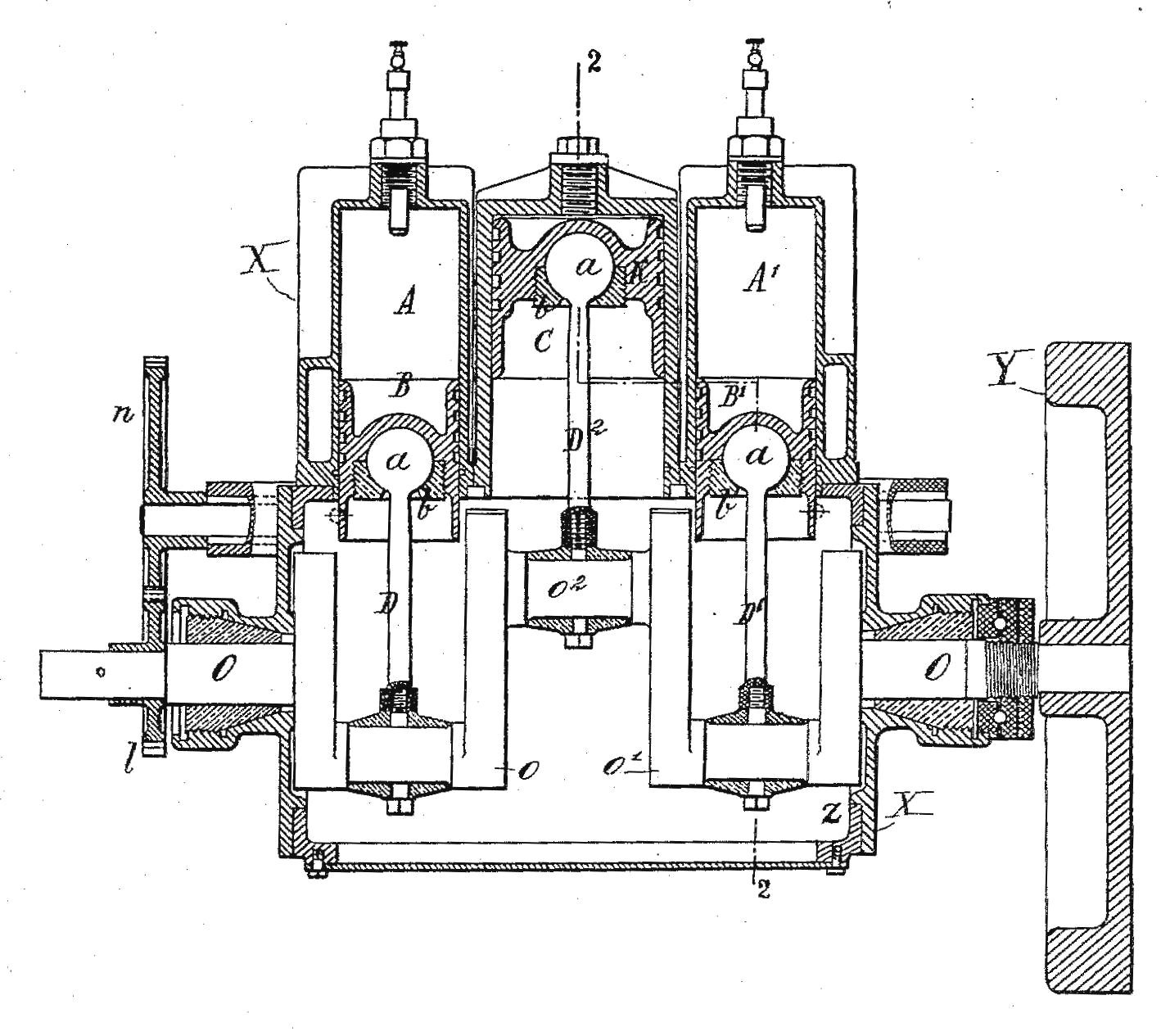
5 HP Roser-Mazurier-Motor (1898)